# 李淑芳
李淑芳（1979年5月6日—）是中国女子柔道运动员。她在2000年悉尼夏季奥林匹克运动会中，参加了女子柔道比赛并获得63公斤级银牌。